# مجتبی محرمی
مجتبی محرمی (زاده ۶ اردیبهشت ۱۳۴۳ در تهران) بازیکن سابق فوتبال اهل ایران است.
وی در سال ۱۹۸۰ میلادی به شاهین تهران پیوست. سپس در سال ۱۹۸۵ به تیم نیروی زمینی رفت و در سال ۱۹۸۸ به پرسپولیس پیوست. او در ششم خرداد ۱۳۶۷ نخستین بازی ملی‌اش را برای تیم ملی در مقابل نپال و در اول دی‌ماه ۱۳۷۵ آخرین بازی ملی‌اش را در مقابل کویت انجام داد. او به همراه تیم ملی ایران یک بار قهرمان بازی‌های آسیایی شد و در دوران ورزشی خود همیشه به عنوان بهترین چپ پای ایران و حتی آسیا شناخته می‌شد، در حالی که او راست پا بود.
پس از حوادث مسابقه با تیم ملی فوتبال ژاپن در جام ملت‌های آسیا ۱۹۹۲ از سوی کنفدراسیون فوتبال آسیا به دلیل حمله به داور به مدت یک سال از کلیه دیدارهای بین‌المللی و ملی محروم شد.
او پس از حوادث شهرآورد سی و هشتم تهران در دی‌ماه سال ۱۳۷۳ سه سال از حضور در میادین محروم شد.
وی در خرداد ۱۳۹۴ به عنوان مربی تیم فوتبال امید پرسپولیس انتخاب شد، ولی به خاطر حمایت از حسین هدایتی و سفارشی خواندن هیئت مدیره باشگاه از سمت خود کناره‌گیری کرد.
مجتبی محرمی در دی ماه سال ۱۴۰۱ در حالی که از ناحیه لگن پا دچار مشکل شده بود در بیمارستان کسری بستری شد و در نهایت تحت عمل جراحی قرار گرفت.

## افتخارات

### باشگاهی

#### پرسپولیس
- قهرمان جام برندگان جام آسیا (۱۹۹۰–۹۱)
- نایب قهرمانی در جام برندگان جام آسیا (۱۹۹۲–۹۳)
- قهرمان لیگ آزادگان (۷۶–۱۳۷۵)
- نایب قهرمان لیگ آزادگان (۱۳۷۱ و ۱۳۷۲)
- نایب قهرمان لیگ قدس ۶۹–۱۳۶۸
- قهرمان جام حذفی فوتبال ایران (۷۱–۱۳۷۰)
- قهرمان لیگ فوتبال استان تهران (۱۹۸۸، ۱۹۸۹ و ۱۹۹۰)
- نایب قهرمان لیگ فوتبال استان تهران (۱۹۹۱)

### ملی

#### تیم ملی فوتبال ایران
- مقام سوم جام ملت‌های آسیا ۱۹۸۸
- قهرمان بازی‌های آسیایی ۱۹۹۰
- مقام سوم جام ملت‌های آسیا ۱۹۹۶